# 袋井市森町広域行政組合
袋井市森町広域行政組合（ふくろいしもりまちこういきぎょうせいくみあい）は、静岡県袋井市及び周智郡森町の1市1町が設立している一部事務組合。

## 概要

### 事務所
- 袋井市岡崎6635番地の192

### 主な事務内容
- 常備消防に関する事務
- し尿処理施設の設置、管理及び運営に関する事務
- ごみ処理施設の設置、管理及び運営に関する事務
- 火葬施設の設置、管理及び運営に関する事務

### 組織
- 組合議会
  - 議員定数：14人（袋井市：10人、森町：4人）
- 組合執行機関
  - 管理者（袋井市長）
  - 副管理者（森町長及び袋井市副市長）
  - 会計管理者（袋井市会計管理者）
  - 監査委員：2人

## 常備消防事務

### 概要
- 主力機械（2018年12月31日現在）
  - 普通消防ポンプ自動車：3
  - 水槽付消防ポンプ自動車：4
  - 化学消防自動車：1
  - ﾌﾞｰﾑ付消防ポンプ自動車：１
  - 救急自動車：5
  - 救助工作車：1
  - 水槽車：1
  - 指令車：1
  - 査察車･連絡車･広報車：5
  - 現場本部車：1
  - 支援車：1
  - 資機材運搬車：1

### 沿革
- 1963年4月1日　袋井市消防本部・袋井市消防署を設置する。
- 1971年4月1日　森町、磐田郡浅羽町を含めた1市2町による袋井市外2町消防組合が発足し、袋井消防本部・袋井消防署に移行する。
- 1972年4月1日　森分署・浅羽分署を設置する。
- 1972年12月25日　現在地に消防本部・消防署新庁舎が落成し、業務を開始する。
- 1994年3月1日　浅羽分署新庁舎が落成し移転する。
- 1994年4月1日　消防本部に課制を導入する。
- 1995年3月24日　袋井消防署に初の高規格救急自動車が導入される。
- 2000年4月1日　袋井市外2町消防組合、袋井地域環境厚生施設組合及び袋井市広域施設組合が統合し、袋井市森町浅羽町広域行政組合が発足する。
- 2002年8月28日　森分署新庁舎が落成し移転する。
- 2005年4月1日　袋井市と浅羽町の合併により、袋井市森町浅羽町広域行政組合から袋井市森町広域行政組合に改称する。

### 組織
- 本部 - 総務課、警防課、予防課
- 消防署

### 消防署
| 消防署     | 住所           | 分署                                               |
| ---------- | -------------- | -------------------------------------------------- |
| 袋井消防署 | 袋井市国本2907 | 浅羽：袋井市浅名1045番地 森：周智郡森町森48番地の2 |